# Maluku
Maluku, deutsch Provinz der Molukken, ist eine indonesische Provinz und liegt im Osten des Landes. Sie nimmt nur den südlichen Teil der Inselgruppe der Molukken ein, seitdem die Nordmolukken 1999 als eigene Provinz abgetrennt wurden.

## Geographie
Flächenmäßig belegt die Provinz etwa 2,44 Prozent der Landesfläche Indonesiens und nimmt damit den 18. Platz (vor Sulawesi Selatan und nach Nusa Tenggara Timur) ein.

### Lage und Ausdehnung
Die Inseln der Provinz erstrecken sich wie ein geschwungener Bogen (ein umgekehrtes „c“) zwischen der Insel Celebes (Sulawesi) im Norden und den kleinen Sundainseln im Süden (Timor und Alor). Die direkte Entfernung per Luftlinie zwischen dem Norden und dem Süden beträgt ca. 550 Kilometer. Der Bogen zieht sich über die Bandasee hinweg und hat eine Länge von ca. 1.750 Kilometer. Im Westen trennt die Seramsee die Provinz von der Region Papua ab. Im Süden grenzt die Timorsee von Australien und die Arafurasee von Australien und der Insel Neuguinea.

Zur Provinz gehören 1.388 (n. a. A.: 1.392) Inseln, die meisten davon sind den Kabupaten Kepulauan Aru (696 bzw. 661) und Kepulauan Tanimbar (282 bzw. 270) administrativ zugeordnet. Die größten Inseln sind Seram (17.100 km²), Buru (8.500), Yamdena (Tanimbarinseln, 3.000) und Wetar (Barat-Daya-Inseln, 3.600), wichtig und bekannt sind des Weiteren Ambon, die Banda-Inseln, die übrigen Barat-Daya-Inseln, die Kei-Inseln, die Aru-Inseln und die übrigen Tanimbarinseln. Von den 1.235 Dörfern haben 192 keinen Zugang zum Meer. Der höchste Berg der Provinz befindet sich mit dem Binaya (3.055 m) auf der Insel Seram.

### Grenzpunkte

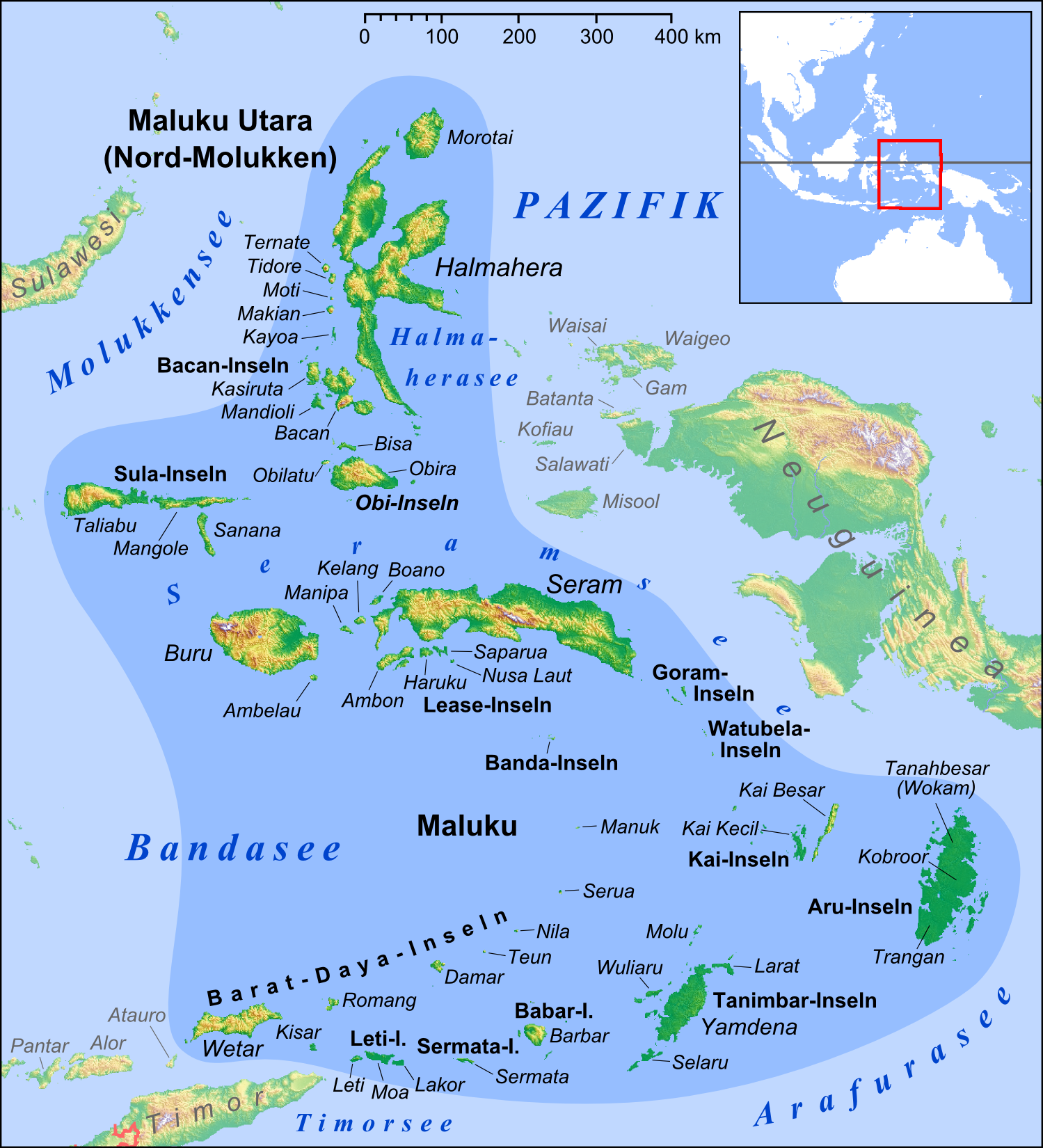
Karte der Inseln der Molukken mit den Provinzen Maluku und Maluku Utara

Die Provinz liegt südlich des Äquators und hat folgende äußere Grenzpunkte:
| Richtung | Kode          | Desa       | Kec.                | Kab.                | Koordinaten         |
| -------- | ------------- | ---------- | ------------------- | ------------------- | ------------------- |
| N        | 81.01.20.2006 | Pasanea    | Seram Utara Barat   | Maluku Tengah       | 02°43′31,62″ n. Br. |
| O        | 81.07.08.2007 | Warabal a) | Aru Tengah Selatan0 | Kepulauan Aru       | 134°54′30,44″ ö. L. |
| S        | 81.03.02.2007 | Eliasa     | Selaru              | Kepulauan Tanimbar0 | 08°20′43,48″ s. Br. |
| W        | 81.08.14.2003 | Ustutun b) | Wetar Barat         | Maluku Barat Daya   | 125°43′21,07″ ö. L. |

## Wetter und Klima
In der Provinz Maluku befinden sich zehn meteorologische Stationen, die Wetterdaten ermitteln und auswerten:
- Stasiun Pengamatan Badan Meteorologi Mathilda Batlayeri Saumlaki, Kab. Kepulauan Tanimbar, Kec. Tanimbar Selatan
- Stasiun Meteorologi Dumatubun Langgur di Kota Tual
- Stasiun Badan Meteorologi, Klimatologi dan Geofisika di Kabupaten Maluku Tengah
- Badan Meteorologi Banda Neira (Airport), Maluku Tengah
- Stasiun Meteorologi Namlea, Kab. Buru
- Pos Meteorologi Dobo, Kab. Kepulauan Aru
- Stasiun Klimatologi Seram Bagian Barat
- Stasiun Meteorologi Geser, Kab. Seram Bagian Timur
- Stasiun Meteorologi Pattimura Ambon
- Stasiun Meteorologi Maritim Ambon

Nachfolgende Tabelle gibt einen Überblick über die Rahmendaten des Wetterbeobachtungsjahres 2020 und soll darstellen, wie sich in den einzelnen Regionen der Provinz die meteorologischen Rahmenbedingungen verändern.
Aus der Summe aller zehn Stationen lässt sich ermitteln, dass der meiste Regen (Regenzeit) in den Monaten Mai (10,98 %), Juni (15,25 %) und Juli (10,24 %) fiel, den geringsten gab es im November (4,81 %) und Januar (4,79 %). Insgesamt fielen an den zehn Stationen im Berichtsjahr 28.959,9 ml Regen an 2264 Regentagen, d. h. pro Regentag waren es 12,8 mm.
Als Quelle ist das Badan Meteorologi, Klimatologi, dan Geofisika (meteorologische, klimatologische und geophysikalische Agentur) angegeben.
| BMKG-Station (Abk.)  | Lufttemperatur (°C) | Lufttemperatur (°C) | Luftfeuch- tigkeit % | Regenmenge (mm) | Regenmenge (mm)   | Regentage | Regentage        | Sonnenscheindauer (%) | Sonnenscheindauer (%) |
| -------------------- | ------------------- | ------------------- | -------------------- | --------------- | ----------------- | --------- | ---------------- | --------------------- | --------------------- |
| BMKG-Station (Abk.)  | Min.                | Max.                | Luftfeuch- tigkeit % | im Jahr 2020    | Monat mit Maximum | im Jahr   | Monat mit Anzahl | Jahresdurchschnitt    | Monat mit Höchstwert  |
| Saumlaki             | 20,2                | 35,3                | 52 – 98              | 2.042,6         | Dez. 413,6        | 192       | Dez. 26          | 80,1                  | Aug. u. Nov. 100      |
| Kota Tual            | 26,8 *              | 34,6                | 40 – 100             | 2.770,1         | Apr. 366,4        | 230       | Dez. 25          | 46,4                  | Sept. 70,2            |
| Maluku Tengah        | 22,0                | 35,8                | 62 – 100             | 3.931,2         | Juni 903,5        | 253       | Juli 31          | 68,4                  | Nov. 97,8             |
| Banda Neira          | 19,2                | 34,2                | 59 – 99              | 2.597,2         | Apr. 464,3        | 250       | Juli 29          | 62,6                  | Jan. 82,4             |
| Namlea               | 21,4                | 34,1                | 54 – 100             | 1.587,4         | Feb. 338,8        | 175       | Juni 23          | 76,8                  | Nov. 94,0             |
| Dobo                 | 24,6                | 31,9                | 66 – 97              | 2.846,4         | Mrz. 589,2        | 215       | Juli 24          | 52,4                  | Jan. 80,0             |
| Seram Bagian Barat00 | 18,0                | 38,7 *              | 49 – 99              | 3.132,6         | Juni 622,9        | 233       | Juni 29          | 62,3                  | Jan. 100              |
| Geser                | 20,0                | 34,4                | 58 – 100             | 1.880,0         | Apr. 362,1        | 201       | Mrz. 21          | 72,3                  | Jan. 95,6             |
| Pattimura            | 21,8                | 35,9                | 46 – 100             | 4.494,0         | Juli 938,7        | 262       | Juni 30          | 61,4                  | Jan. 100              |
| Ambon                | 23,0                | 28,6 *              | 49 – 99              | 3.678,4         | Juni 787,3        | 253       | Juli 30          | 63,3                  | Jan. 94,9             |

## Verwaltungsgliederung

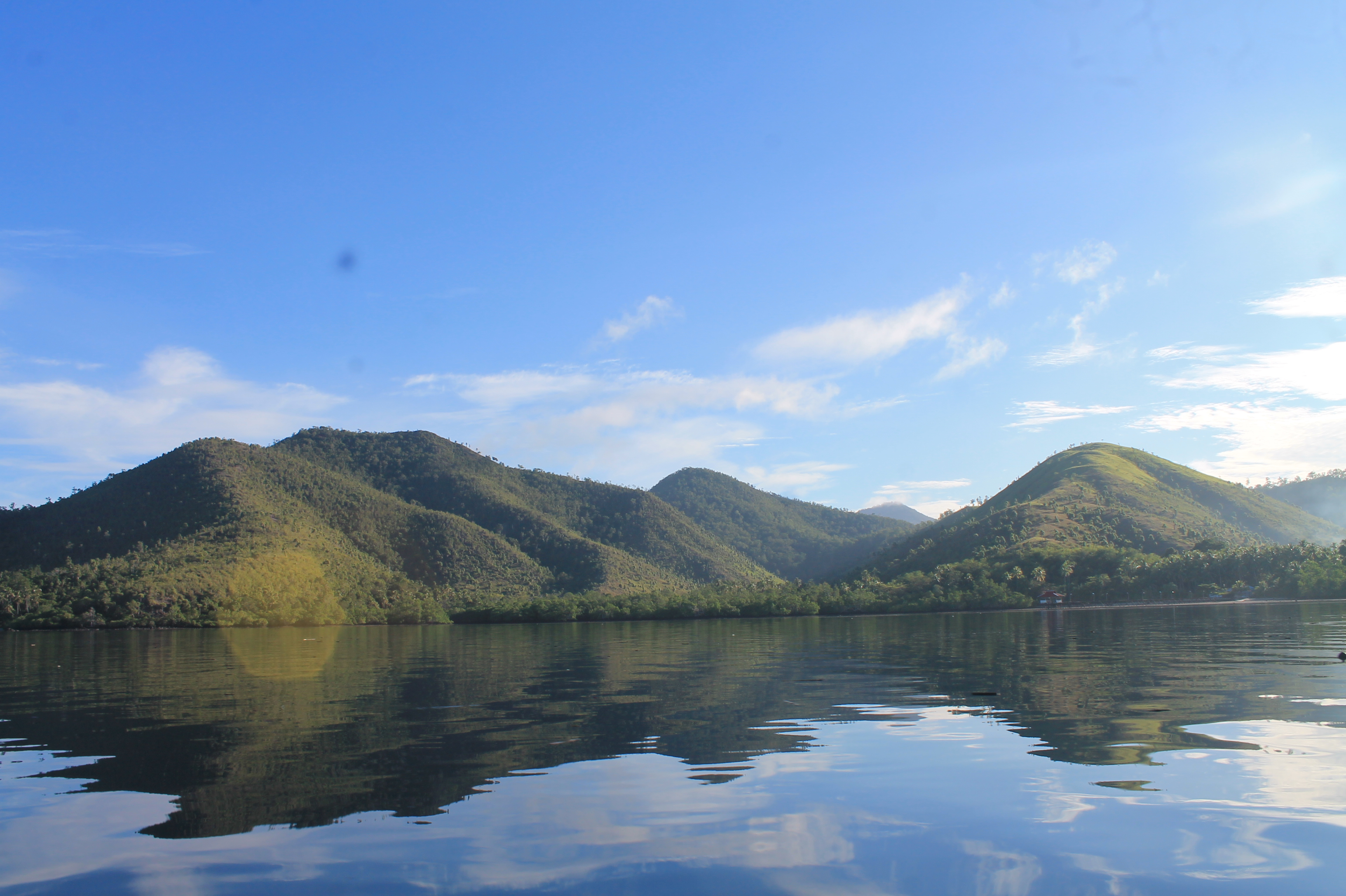
Das Dorf Kaibobo

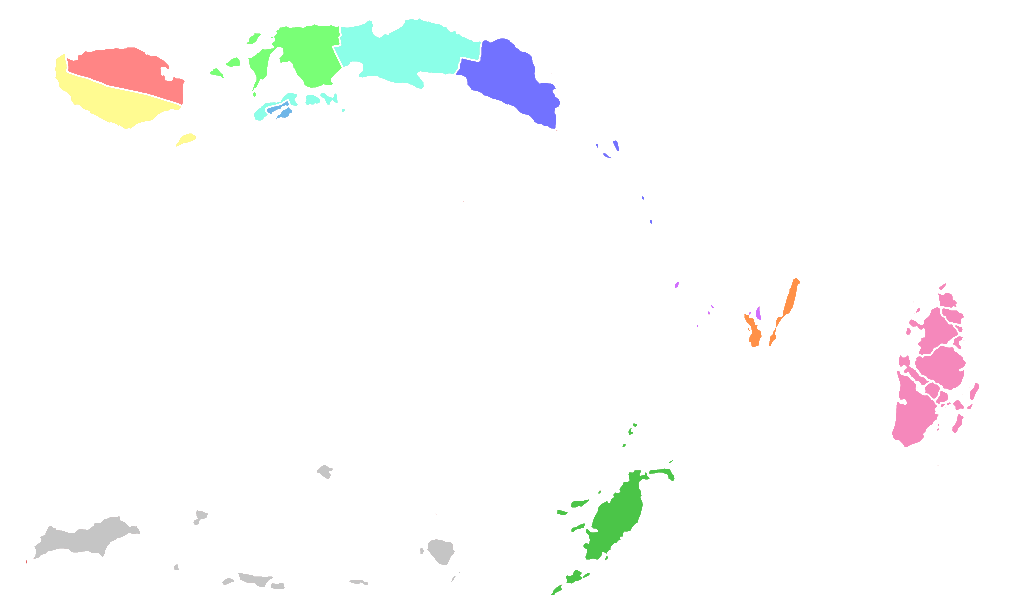
Übersichtskarte mit Lage der Verwaltungseinheiten

Die Provinz bestand bei ihrer Gründung 1958 (Gesetz Nr. 20) aus den beiden Regierungsbezirken Maluku Tengah und Maluku Tenggara sowie der autonomen Stadt Ambon. Durch Abtrennung und Neuorganisation entstanden bis heute viele neue Kabupaten, so am:
- 4. Oktober 1999 der Kab. Maluku Tenggara Barat (5 Kec. aus Maluku Tenggara) und der Kab. Buru (3 aus Maluku Tengah). Gleichzeitig wurde mit diesem Gesetz auch die neue Provinz Maluku Utara (mit 2 Kabupaten und einer Kota) abgetrennt.[4];
- 18. Dezember 2003: Bildung der Kab. Seram Bagian Timur (4 Kec.) und Barat (4 Kec.) aus dem Kab. Maluku Tengah sowie Bildung von Kab. Kepulauan Aru (3 Kec. aus dem Kab. Maluku Tenggara)[5];
- 14. August 2007 die Kota Tual (von 4 Kec. aus dem Kab. Maluku Tenggara)[6] sowie schließlich
- 21. Juli 2008 Bildung der Kab. Maluku Barat Daya (8 Kec. aus Maluku Tenggara Barat)[7] und Buru Selatan (5 Kec. aus dem Kab Buru)[8].

Die Provinz Maluku gliedert sich seit 2007 in neun Regierungsbezirke (Kabupaten) und zwei Städte (Kota), die wiederum aus 119 Distrikten (Kecamatan) mit 1.235 Dörfern (Desa) gebildet werden, von denen 35 als Kelurahan einen städtischen Charakter besitzen.
| Code 1 | Wappen               | Kabupaten / Kota Regierungsbezirk / Stadt | Ibu Kota Regierungssitz | Karte | Fläche (km²) | Anzahl der Verwaltungseinheiten | Anzahl der Verwaltungseinheiten | Anzahl der Verwaltungseinheiten | Bevölkerung am Censustag 2 | Bevölkerung am Censustag 2 | Dichte (Einw./km²) |
| Code 1 | Wappen               | Kabupaten / Kota Regierungsbezirk / Stadt | Ibu Kota Regierungssitz | Karte | Fläche (km²) | Kecamatan 3                     | 00Desa 4000                     | Kelurahan 5                     | 2010                       | 2020                       | Dichte (Einw./km²) |
| ------ | -------------------- | ----------------------------------------- | ----------------------- | ----- | ------------ | ------------------------------- | ------------------------------- | ------------------------------- | -------------------------- | -------------------------- | ------------------ |
| 81.01  |                      | Kab. Maluku Tengah (Zentralmolukken)      | Masohi                  |       | 7.953,81     | 18                              | 186                             | 6                               | 361.698                    | 423.094                    | 53,2               |
| 81.02  |                      | Kab. Maluku Tenggara (Südostmolukken)     | Langgur                 |       | 1.031,81     | 11                              | 190                             | 1                               | 096.442                    | 121.511                    | 117,8              |
| 81.03  |                      | Kab. Kepulauan Tanimbar (Tanimbarinseln)  | Saumlaki                |       | 4.465,79     | 10                              | 80                              | 2                               | 105.341                    | 123.572                    | 27,7               |
| 81.04  |                      | Kab. Buru                                 | Namlea                  |       | 4.932,32     | 10                              | 82                              | –                               | 108.445                    | 135.238                    | 27,4               |
| 81.05  |                      | Kab. Seram Bagian Timur (Ostseram)        | Dataran Hunimoa         |       | 6.429,88     | 15                              | 198                             | –                               | 099.065                    | 137.972                    | 21,5               |
| 81.06  |                      | Kab. Seram Bagian Barat (Westseram)       | Dataran Hunipopu        |       | 5.033,38     | 11                              | 92                              | –                               | 164.656                    | 212.393                    | 42,2               |
| 81.07  |                      | Kab. Kepulauan Aru (Aru-Inseln)           | Dobo                    |       | 8.152,42     | 10                              | 117                             | 2                               | 084.138                    | 102.237                    | 12,5               |
| 81.08  |                      | Kab. Maluku Barat Daya (Südwestmolukken)  | Tiakur                  |       | 4.581,06     | 17                              | 117                             | 1                               | 070.714                    | 081.928                    | 17,9               |
| 81.09  |                      | Kab. Buru Selatan (Südburu)               | Namrole                 |       | 3.780,56     | 6                               | 79                              | –                               | 053.671                    | 075.410                    | 19,9               |
| 81.71  |                      | Kota Ambon                                | Ambon                   |       | 0.298,61     | 5                               | 30                              | 20                              | 331.254                    | 347.288                    | 1.163,0            |
| 81.72  |                      | Kota Tual                                 | Tual                    |       | 0.254,39     | 5                               | 27                              | 3                               | 058.082                    | 088.280                    | 347,0              |
| 81     | Provinsi M a l u k u | Provinsi M a l u k u                      | Ambon                   |       | 46.914,03    | 118                             | 1.198                           | 35                              | 1.533.506                  | 1.848.923                  | 039,4              |

## Geschichte
1512 kamen die Portugiesen als erste Europäer an, im 17. Jahrhundert fiel die Region an die Niederlande. Im Zweiten Weltkrieg wurde sie von den Japanern nach der Schlacht von Ambon (1942) besetzt. Nach dem Krieg verhandelte die Bevölkerung mit den Niederländern über die Unabhängigkeit und rief 1950 die Republik der Südmolukken (Republik Maluku Selatan) aus. Die indonesische Armee eroberte das Gebiet und verleibte es dem neuen Staat ein. 1998/99 und erneut ab 2002 kam es zu Spannungen und Konflikten zwischen Christen und Muslimen, die tausende Todesopfer und hunderttausende Flüchtlinge forderten.

## Wappen und Flagge

Flagge der Republik Maluku Selatan

Das Wappen der Provinz Maluku hat die Form eines dreikantigen Schildes. In einem roten Kreis auf grünem Grund befinden sich zwei Palmenblätter: ein Blatt der Sagopalme, da Sago ein Grundnahrungsmittel in der Region ist, und ein Blatt einer Kokosnusspalme, stellvertretend für die Kokosnuss als ein Hauptprodukt der Provinz. Ein weiteres wichtiges Produkt stellen Perlen dar, die in der Mitte abgebildet sind. Der Speer im Hintergrund symbolisiert die Tapferkeit der Bewohner von Maluku. Der Berg, das Meer und das Boot stellen die Geographie der Provinz dar: eine Ansammlung bergiger Inseln. Das Motto Siwa Lima bedeutet so viel wie gemeinsames Eigentum.
Siehe auch: Beschreibung des Wappens

## Demographie
Ende 2024 lag die Provinz mit einem Anteil von 0,68 % an der Gesamteinwohnerzahl auf Rang 27 der 38 Provinzen und Gebiete des Inselstaats. Die Dichte betrug 41,9 Einwohner je km² und sichert sich damit den 28. Platz.

### Soziale Daten 2020
| Merkmal                                                             | Prov. Maluku | 0Indonesien0   |
| ------------------------------------------------------------------- | ------------ | -------------- |
| Bevölkerung unterhalb der Armutsgrenze (Tsd.)00                     | 318,80       | 26.424,02      |
| Anteil der „armen Bevölkerung“ (indonesisch Penduduk miskin) (%)000 | 017,44       | 009,78         |
| Arbeitslosenrate (%)                                                | 007,57       | 007,07         |
| Lebenserwartung bei der Geburt (Jahre)                              | 065,98       | 071,47         |
| HDI-Index                                                           | 069,49       | 071,94         |
| Analphabetenrate (in %, 15+ J.)                                     | 000,58       | 004,00         |
| Anteil der Altersgruppen                                            | 0Real0       | 00.Prozentual0 |
| Kinder (<15 J.)                                                     | 0.490.9630   | 28.04          |
| arbeitsfähige Bevölkerung (15–64 J.)                                | 1.258.4310   | 67,83          |
| Rentner und Pensionäre (>65 J.)                                     | 00.99.5290   | 04,12          |

Von der Gesamtbevölkerung waren Ende 2024 56,16 (40,31) % ledig, 39,85 (54,26) % verheiratet, 0,54 (0,74) % geschieden und 3,45 (4,69) % verwitwet. Die geklammerten kursiven Zahlen geben den Anteil bezogen auf die Bevölkerung ab 15 Jahre an (1.421.732).

### Religion
Der Konflikt zwischen den verschiedenen Glaubensrichtungen führte in der jüngsten Vergangenheit zu bürgerkriegsähnlichen Unruhen, insbesondere auf der Insel Ambon. Ethnisch zählen die Bewohner meist zu den Malaien oder Alfuren.
| Kabupaten            | Mohammedaner      | Mohammedaner      | Protestanten        | Protestanten        | Katholiken        | Katholiken        | Hindus                              | Hindus                              | Buddhisten                          | Buddhisten                          | Konfuzionisten                      | Konfuzionisten                      | Sonstige                            | Sonstige                            |
| -------------------- | ----------------- | ----------------- | ------------------- | ------------------- | ----------------- | ----------------- | ----------------------------------- | ----------------------------------- | ----------------------------------- | ----------------------------------- | ----------------------------------- | ----------------------------------- | ----------------------------------- | ----------------------------------- |
| Maluku Tengah        | 269.879           | 63,03             | 151.608             | 35,41               | 3.196             | 0,75              | 2.226                               | 0,52                                | 19                                  | <0,01                               | 15                                  | <0,01                               | 1.232                               | 0,29                                |
| Maluku Tenggara      | 38.517            | 30,09             | 35.492              | 27,73               | 53.614            | 41,89             | 372                                 | 0,29                                | 3                                   | <0,01                               | 4                                   | <0,01                               | –0                                  | –0                                  |
| Kepulauan Tanimbar00 | 7.079             | 5,53              | 78.378              | 61,25               | 42.442            | 33,17             | 55                                  | 0,04                                | 11                                  | 0,01                                | 1                                   | <0,01                               | 2                                   | <0,01                               |
| Buru                 | 116.337           | 85,09             | 11.496              | 8,41                | 1.184             | 0,87              | 1.216                               | 0,89                                | 46                                  | 0,03                                | 26                                  | 0,02                                | 6.412                               | 4,69                                |
| Seram Bagian Timur   | 130.351           | 95,52             | 3.854               | 2,82                | 1.628             | 1,19              | 489                                 | 0,36                                | 138                                 | 0,10                                | –0                                  | –0                                  | 7                                   | 0,01                                |
| Seram Bagian Barat   | 130.224           | 61,37             | 80.805              | 38,08               | 1.135             | 0,53              | 14                                  | 0,01                                | 6                                   | <0,01                               | –0                                  | –0                                  | 4                                   | <0,01                               |
| Kepulauan Aru        | 32.900            | 30,96             | 63.038              | 59,33               | 10.246            | 9,64              | 36                                  | 0,03                                | 29                                  | 0,03                                | 8                                   | 0,01                                | 1                                   | <0,01                               |
| Maluku Barat Daya    | 1.328             | 1,72              | 75.057              | 97,45               | 626               | 0,81              | 8                                   | 0,01                                | –0                                  | –0                                  | –0                                  | –0                                  | 2                                   | <0,01                               |
| Buru Selatan         | 51.224            | 66,61             | 21.306              | 27,71               | 497               | 0,65              | 1.266                               | 1,65                                | –0                                  | –0                                  | 10                                  | 0,01                                | 2.597                               | 3,38                                |
| Kota Ambon           | 142.936           | 40,66             | 199.410             | 56,73               | 8.732             | 2,48              | 276                                 | 0,08                                | 133                                 | 0,04                                | 12                                  | <0,01                               | 10                                  | <0,01                               |
| Kota Tual            | 67.590            | 75,94             | 16.136              | 18,13               | 5.227             | 5,87              | 45                                  | 0,05                                | 1                                   | <0,01                               | –0                                  | –0                                  | –0                                  | –0                                  |
| Maluku               | 988.365           | 52,85             | 736.580             | 39,39               | 128.527           | 6,87              | 6.003                               | 0,32                                | 386                                 | 0,02                                | 76                                  | <0,01                               | 10.267                              | 0,55                                |
| religiöse Gebäude    | 1.260 Moscheen 7) | 1.260 Moscheen 7) | 2.559 prot. Kirchen | 2.559 prot. Kirchen | 303 kath. Kirchen | 303 kath. Kirchen | 25 Pura (Tempel), 8 Vihara & Cetiya | 25 Pura (Tempel), 8 Vihara & Cetiya | 25 Pura (Tempel), 8 Vihara & Cetiya | 25 Pura (Tempel), 8 Vihara & Cetiya | 25 Pura (Tempel), 8 Vihara & Cetiya | 25 Pura (Tempel), 8 Vihara & Cetiya | 25 Pura (Tempel), 8 Vihara & Cetiya | 25 Pura (Tempel), 8 Vihara & Cetiya |

| Religion       | Anzahl     | Anteil % |
| -------------- | ---------- | -------- |
| Mohammedaner00 | 1.014.5660 | 52,550   |
| Protestanten   | 767.3100   | 39,740   |
| Katholiken     | 132.0860   | 6,840    |
| Hindus         | 7.9790     | 0,410    |
| Buddhisten     | 3720       | 0,020    |
| Konfuzionisten | 560        | <0,010   |
| Kepercayaan    | 83950      | 0,430    |

- Im Bezirk Maluku Tenggara bestand 2020 als einzigen ein Überhang von Katholiken gegenüber Protestanten.
- In den Bezirken Buru und Buru Selatan gibt es mehr Hindus als Katholiken (0,89 bzw. 1,65 %).

Ende 2024 gab es 1246 Moscheen und 622 kleinere Gebetsräume (Mushola), 1356 prot. Kirchen (294 in Maluku Tengah, 200 in Amon), 311 kath. Kirchen (105 in Maluku Tenggara), 34 Pura (Tempel, 14 davon in Buru) und 13 Vihara (Cetiya).

### Geschlechterverteilung und Bevölkerungsentwicklung
In nachfolgender Tabelle sind Zensusergebnisse, Ergebnisse aus Zwischenzählungen (SUPAS: 2005 und 2015) sowie Ergebnisse aus der Fortschreibung der Einwohnermeldeämter zum Jahresende (ab 2021) chronologisch und mit den daraus berechneten Parametern (Prozentanteile und Geschlechterverhältnis) aufgeführt.
Die Tabelle daneben gibt Auskunft über die Ergebnisse der Volkszählungen und den jeweiligen Anstieg in Prozent. Abweichende Zahlen basieren auf unterschiedlichen Quellen.
| Geschlechterverteilung |                     |         |       |         |       |           |
| Jahr                   | Gesamt- Bevölkerung | Männer  | %     | Frauen  | %     | Sex Ratio |
| 1980                   | 1.408.451           | 719.501 | 51,08 | 688.950 | 48,92 | 104,43    |
| 1990                   | 1.200.067           | 603.587 | 50,30 | 596.480 | 49,70 | 101,19    |
| 2000                   | 1.149.899           | 582.949 | 50,70 | 566.950 | 49,30 | 102,82    |
| 2005                   | 1.249.212           | 634.107 | 50,76 | 615.105 | 49,24 | 103,09    |
| 2010                   | 1.533.506           | 775.477 | 50,57 | 758.029 | 49,43 | 102,30    |
| 2015                   | 1.683.856           | 849.628 | 50,46 | 834.228 | 49,54 | 101,85    |
| 2020                   | 1.848.923           | 936.478 | 50,65 | 912.445 | 49,35 | 102,63    |
| 2021                   | 1.880.666           | 948.625 | 50,44 | 932.041 | 49,56 | 101,78    |
| 2022                   | 1.893.324           | 953.035 | 50,34 | 940.289 | 49,66 | 101,36    |
| 2023                   | 1.911.943           | 960.417 | 50,23 | 951.526 | 49,77 | 100,93    |
| 2024                   | 1.935.586           | 969.012 | 50,06 | 966.574 | 49,94 | 100,25    |

| Ergebnisse der Volkszählungen |               |                    |
| Jahr                          | Einwohnerzahl | jährl. Zuwachs (%) |
| 1961                          | 0.847.920     | –                  |
| 1971                          | 1.089.565     | 2,85               |
| 1980                          | 1.408.451     | 3,25               |
| 1985                          | 1.608.558     | 2,84               |
| 1990                          | 1.857.790     | 3,10               |
| 1995                          | 2.088.516     | 2,48               |
| 2000                          | 1.166.300     | *                  |
| 2005                          | 1.249.212     | 1,42               |
| 2010                          | 1.533.506     | 4,55               |
| 2015                          | 1.683.856     | 1,96               |
| 2020                          | 1.848.923     | 1,96               |

* Abtrennung von Maluku Utara

### Aktuelle Daten der Bevölkerungsfortschreibung
Nachfolgende Tabelle gibt den Einwohnerstände der letzten drei Volkszählungen 2000, 2010 und 2020 sowie zum Jahresende der Jahre 2021 bis 2024 wieder. Neben den Volkszählungsdaten wurden Ergebnisse der Fortschreibung durch die örtlichen Einwohnermeldeämter (Zivilregistrierungsbüros, Disdukcapil, indonesisch Dinas Kependudukan dan Pencatatan Sipil) verwendet. Der aktuelle Stand kann in einer interaktiven Karte abgerufen werden.

| Kabupaten Kota       | Zensusdaten | Zensusdaten | Zensusdaten | Zensusdaten | Zensusdaten | Jahresende | Jahresende | Jahresende | Jahresende 2024 | Jahresende 2024 | Jahresende 2024 | Jahresende 2024 | Jahresende 2024  | Jahresende 2024 |
| Kabupaten Kota       | 2000        | 2010        | 2020        | Männer      | Frauen      | 2021       | 2022       | 2023       | Gesamt          | Männer          | Frauen          | Fläche km² 8)   | Dichte Einw./km² | Sex Ratio 9)    |
| -------------------- | ----------- | ----------- | ----------- | ----------- | ----------- | ---------- | ---------- | ---------- | --------------- | --------------- | --------------- | --------------- | ---------------- | --------------- |
| Maluku Tengah        | 526.017     | 361.698     | 214.248     | 208.846     | 423.094     | 428.404    | 428.929    | 430.798    | 432.361         | 215.458         | 216.903         | 8.253,93        | 52,38            | 99,33           |
| Maluku Tenggara      | 192.953     | 96.442      | 60.488      | 61.023      | 121.511     | 128.239    | 128.704    | 129.257    | 129.169         | 63.992          | 65.177          | 1.016,88        | 127,03           | 98,18           |
| Kepulauan Tanimbar   | 149.790     | 105.341     | 62.561      | 61.011      | 123.572     | 128.224    | 128.753    | 130.278    | 132.337         | 66.317          | 66.020          | 4.431,08        | 29,87            | 100,45          |
| Buru                 | 125.097     | 108.445     | 69.216      | 66.022      | 135.238     | 137.000    | 137.570    | 139.408    | 142.347         | 71.951          | 70.396          | 4.915,85        | 28,96            | 102,21          |
| Seram Bagian Timur   | 993.857     | 99.065      | 70.251      | 67.721      | 137.972     | 136.751    | 137.359    | 138.580    | 140.972         | 71.186          | 69.786          | 5.725,45        | 24,62            | 102,01          |
| Seram Bagian Barat00 | —0          | 164.656     | 108.717     | 103.676     | 212.393     | 212.495    | 213.115    | 214.979    | 217.389         | 109.295         | 108.094         | 5.009,51        | 43,40            | 101,11          |
| Kepulauan Aru        | —0          | 84.138      | 52.810      | 49.427      | 102.237     | 106.496    | 108.086    | 109.947    | 112.531         | 57.767          | 54.764          | 8.096,73        | 13,90            | 105,48          |
| Maluku Barat Daya    | —0          | 70.714      | 41.984      | 39.944      | 81.928      | 84.902     | 90.749     | 93.766     | 97.020          | 49.454          | 47.566          | 4.551,68        | 21,32            | 103,97          |
| Buru Selatan         | —0          | 53.671      | 38.640      | 36.770      | 75.410      | 77.126     | 77.688     | 79.017     | 81.329          | 40.969          | 40.360          | 3.678,41        | 22,11            | 101,51          |
| Kota Ambon           | 206.210     | 331.254     | 173.486     | 173.802     | 347.288     | 351.758    | 352.639    | 355.365    | 359.661         | 177.887         | 181.774         | 236,66          | 1.519,74         | 97,86           |
| Kota Tual            | —0          | 58.082      | 44.077      | 44.203      | 88.280      | 89.271     | 89.732     | 90.548     | 90.470          | 44.736          | 45.734          | 234,46          | 385,86           | 97,82           |
| Provinz Maluku       | 1.200.067   | 1.533.506   | 936.478     | 912.445     | 1.848.923   | 1.880.666  | 1.893.324  | 1.911.943  | 1.935.586       | 969.012         | 966.574         | 46.160,57       | 41,93            | 100,25          |